# Hoobastank
Hoobastank je americká rocková skupina, která se proslavila zejména hitem „The Reason“. V roce 1994 ji v Agoura Hills v Kalifornii založili zpěvák Doug Robb, kytarista Dan Estrin, bubeník Chris Hesse a baskytarista Markku Lappalainen.

## Členové

### Současní členové
- Doug Robb - hlavní vokály, příležitostně kytara (1995–současnost)
- Dan Estrin – sólová kytara (1995–současnost)
- Chris Hesse – bicí, doprovodné vokály (1995–současnost)
- Jesse Charland – baskytara, doprovodné vokály  (2009–současnost)

### Dřívější členové
- Jeremy Wasser – saxofon (1995–2000)
- Derek Kwan – saxofon (1997–1999)
- Markku Lappalainen – baskytara (1995–2005)
- Josh Moreau – baskytara (2006–2008)
- David Amezcua – baskytara (2008)

## Diskografie
Studiová alba
- They Sure Don't Make Basketball Shorts Like They Used To (1998)
- Hoobastank (2001)
- The Reason (2003)
- Every Man for Himself (2006)
- Fornever (2009)
- Fight or Flight (2012)